# Anpeng
Anpeng (kinesiska: 安棚) är en köping i Kina. Den ligger i provinsen Henan, i den centrala delen av landet, omkring 250 kilometer söder om provinshuvudstaden Zhengzhou.
Genomsnittlig årsnederbörd är 1 010 millimeter. Den regnigaste månaden är augusti, med i genomsnitt 197 mm nederbörd, och den torraste är januari, med 12 mm nederbörd.